# Iványi Gyula
Iványi Gyula, született Iványi Gyula Sámuel (Buda, 1864. március 10. – Budapest, Józsefváros, 1920. december 6.) magyar olimpikon kardvívó, a magyar vívósport, a kardvívás első nemzetközi színvonalú képviselője. Polgári foglalkozása banktisztviselő, takarékpénztári igazgató.

## Pályafutása
Iványi Mihály kereskedő és Haselbach Rozália fia. 1894-ben olasz vívótanulmányi körútján több mérkőzésen vett részt. Velencében megvívót Giordinisivel, aki az 1896-os Millenniumi mesterek kardversenyén egyik favorit lett. 1895-ben Budapesten a MAC rendezte az első országos vívóversenyt, ahol aranyérmese, és megnyerte a Honvédelmi miniszter nagy ezüst serlegét. 1896-ban a MAC nemzetközi versenyén legyőzi Luigi Barbasettit a kor legnagyobb egyéniségét. A Millenniumi mesterek kardversenyén a 2. lett. Párizsban az 1900. évi nyári olimpiai játékok vívó sportágában, a kard egyéni versenyszámban az 5. helyet szerezte meg. A Magyar AC (MAC) egyesület sportolójaként járta a versenyeket. A párizsi olimpiát követően visszavonult a versenyzéstől. Halálát szívbénulás okozta.

## Családja
Felesége Iványi Mária (1864–?) volt, Iványi Lajos és Némethy Mária lánya, akivel másodfokú rokonságban állt.
Gyermekei:
- Iványi Margit Etel Mária (1888–?). Férje Bodó Gusztáv (1884–1917) nagybirtokos.
- Iványi László Simon Gyula (1891–?). Felesége Szécsi Margit (1898–?).
- Iványi Rozália Gizella Etelka (1893–1943). 1. férje Szádeczky Kardoss István, 2. férje Verseghy István.
- Iványi Gyula Ernő Gellért Mihály (1895–1969). Felesége Kőszegváry Erzsébet (1896–1963)
- Iványi Mária Margit Sarolta (1897–1949). Férje Várallyai (Weiszer) Sámuel banktisztviselő (1891–1961).